# Эль-Донсельо
Эль-Донсельо (исп. El Doncello) — город и муниципалитет на юге Колумбии, на территории департамента Какета.

## История
Поселение, из которого позднее вырос город, было основано в 1951 году. Муниципалитет Эль-Донсельо был выделен в отдельную административную единицу 12 октября 1967 года.

## Географическое положение

Муниципалитет Эль-Донсельо

Город расположен в западной части департамента, у подножия восточного склона горного хребта Восточная Кордильера, на расстоянии приблизительно 35 километров к востоко-северо-востоку от города Флоренсия, административного центра департамента. Абсолютная высота — 357 метров над уровнем моря.
Муниципалитет Эль-Донсельо граничит на востоке с территорией муниципалитета Пуэрто-Рико, на юге — с муниципалитетом Картахена-дель-Чайра, на западе — с муниципалитетом Эль-Паухиль, на севере — с территорией департамента Уила. Площадь муниципалитета составляет 1043 км².

## Население
По данным Национального административного департамента статистики Колумбии, совокупная численность населения города и муниципалитета в 2024 году составляла 20 336 человек.
Динамика численности населения муниципалитета по годам:
| 2005   | 2010   | 2015   | 2020   | 2021   | 2022   | 2023   | 2024   |
| ------ | ------ | ------ | ------ | ------ | ------ | ------ | ------ |
| 21 547 | 21 872 | 22 137 | 19 715 | 19 851 | 20 042 | 20 195 | 20 336 |

Согласно данным переписи 2005 года мужчины составляли 50,3 % от населения Эль-Донсельо, женщины — соответственно 49,7 %. В расовом отношении белые и метисы составляли 97,7 % от населения города; негры, мулаты и райсальцы — 2,1 %; индейцы — 0,2 %.
Уровень грамотности среди всего населения составлял 85,9 %.

## Экономика
Большинство трудоспособного населения занято в сельском хозяйстве.
57,8 % от общего числа городских и муниципальных предприятий составляют предприятия торговой сферы, 31,6 % — предприятия сферы обслуживания, 10,6 % — промышленные предприятия.

## Транспорт
Через город проходит национальное шоссе № 65 (исп. Ruta Nacional 65).